# Гудленд (Флорида)
Гудленд (англ. Goodland) — переписна місцевість (CDP) в США, в окрузі Колльєр штату Флорида. Населення — 312 особи (2020).

## Географія
Гудленд розташований за координатами 25°55′29″ пн. ш. 81°38′47″ зх. д. / 25.92472° пн. ш. 81.64639° зх. д. (25.924607, -81.646350). За даними Бюро перепису населення США в 2010 році переписна місцевість мала площу 0,94 км², з яких 0,40 км² — суходіл та 0,54 км² — водойми. В 2017 році площа становила 0,99 км², з яких 0,40 км² — суходіл та 0,59 км² — водойми.

## Демографія
Згідно з переписом 2010 року, у переписній місцевості мешкало 267 осіб у 146 домогосподарствах у складі 69 родин. Густота населення становила 284 особи/км². Було 361 помешкання (384/км²).
Расовий склад населення:
| - 98,9 % — білих - 0,7 % — азіатів - 0,4 % — корінних американців |

До двох чи більше рас належало 0,0 %. Частка іспаномовних становила 1,5 % від усіх жителів.
За віковим діапазоном населення розподілялося таким чином: 8,6 % — особи молодші 18 років, 70,4 % — особи у віці 18—64 років, 21,0 % — особи у віці 65 років та старші. Медіана віку мешканця становила 54,3 року. На 100 осіб жіночої статі у переписній місцевості припадало 113,6 чоловіків; на 100 жінок у віці від 18 років та старших — 117,9 чоловіків також старших 18 років.
Цивільне працевлаштоване населення становило 146 осіб. Основні галузі зайнятості: науковці, спеціалісти, менеджери — 42,5 %, мистецтво, розваги та відпочинок — 37,0 %, роздрібна торгівля — 20,5 %.

## Цікавинки
- Тут відбуваються події серії «Цілком таємно» «Погана вода».